# ヤンゴン環状線
ヤンゴン環状線（ヤンゴンかんじょうせん、英語: Yangon Circular Railway、ビルマ語: ရန်ကုန် မြို့ပတ် ရထား ）とは、ヤンゴン市内を走る全長45.9kmの環状線である。

## 歴史
ヤンゴン環状線はイギリス統治下のビルマにおいて1877年にヤンゴンとダニンゴン間で運行を開始し、独立後の1954年に現在の環状線となった。

### 改修工事
2019年、日本の円借款により改修工事が開始。信号設備の改修、新型車両の導入により速度を2倍、乗客数を3.5倍にする計画。

## 概要
ミャンマー環状線の駅は39駅あり、全区間を走行し環状運転するものと、インセイン郡区〜Payat Seiko Gon・ミンガラドン郡区間を区間運行するものがある。2013年10月4日より、RBEによる冷房付き特別列車（エアコンヤター・アトゥーヤター）が運行されている。1周の所要時間は約3時間。
2013年10月に急行列車として導入が公表されたのは、西日本旅客鉄道（JR西日本）から譲渡された中古気動車キハ181系。総座席数は332席で、1日8本運行する。運賃はミャンマー人が約40円（400チャット）で、外国人は2ドルと設定されている。なお、ヤンゴン〜チャイトー市を結ぶ急行列車にもJR西日本がミャンマー鉄道運輸省に譲渡したキハ181系が使用されている。この区間の外国人の乗車料金は10ドルで、バゴー市（Pago）・ワォー市（wall）・テインザエッ市（Theinzayat）に停車しながら、ヤンゴン市〜チャイトー市間を約4時間35分で結ぶ。

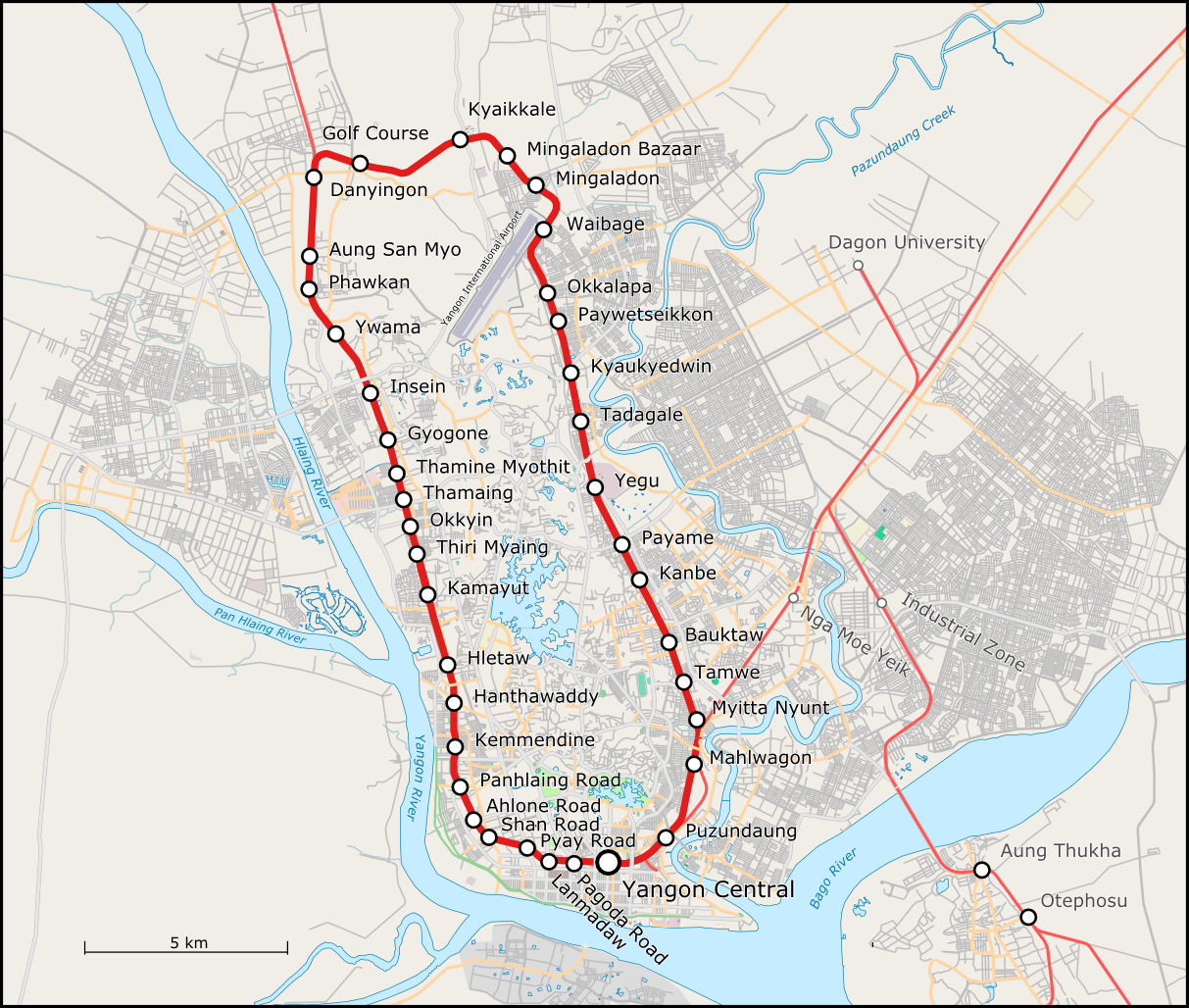
ヤンゴン環状線路線図
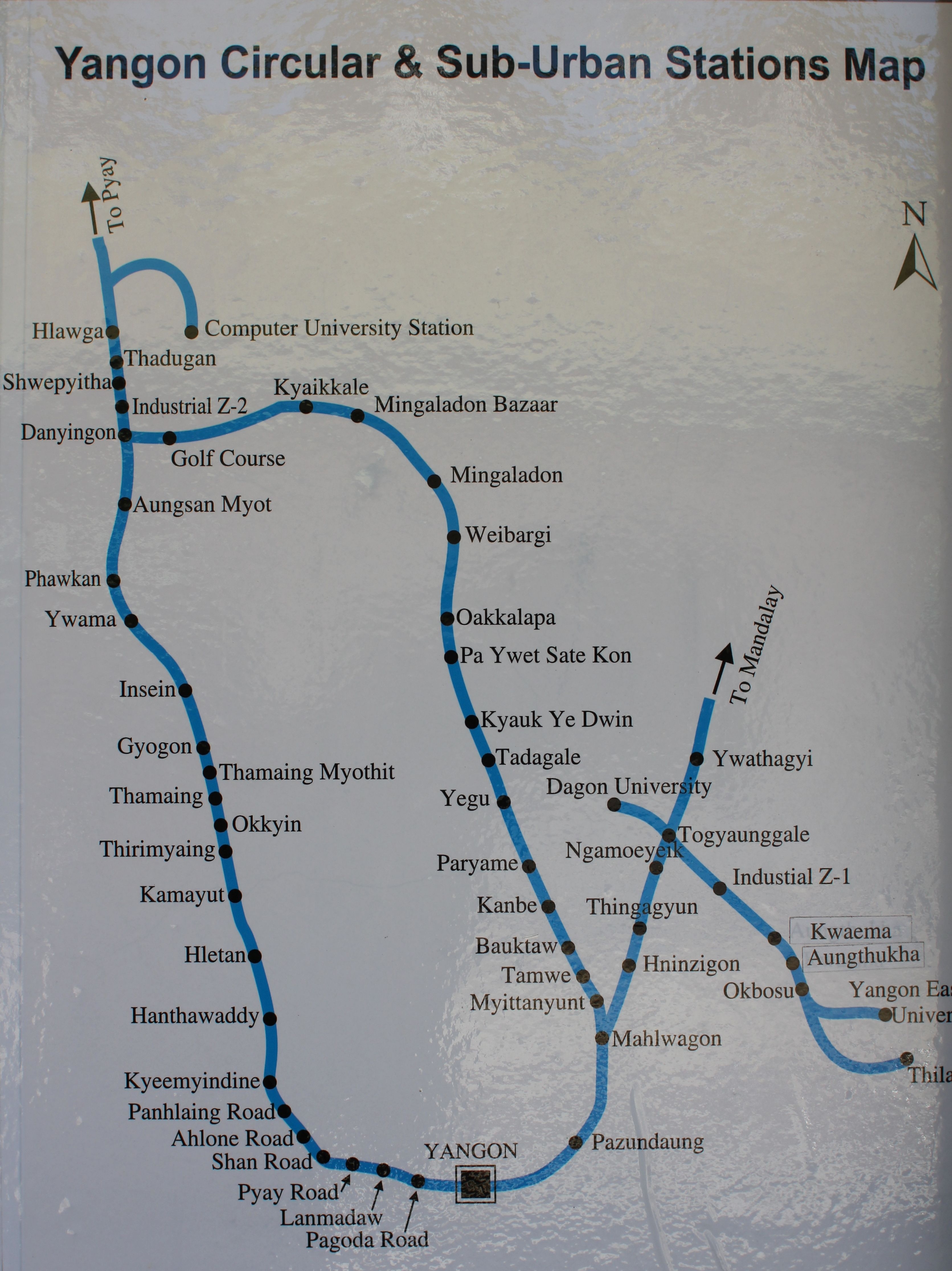
列車内にあるヤンゴン環状線路線図
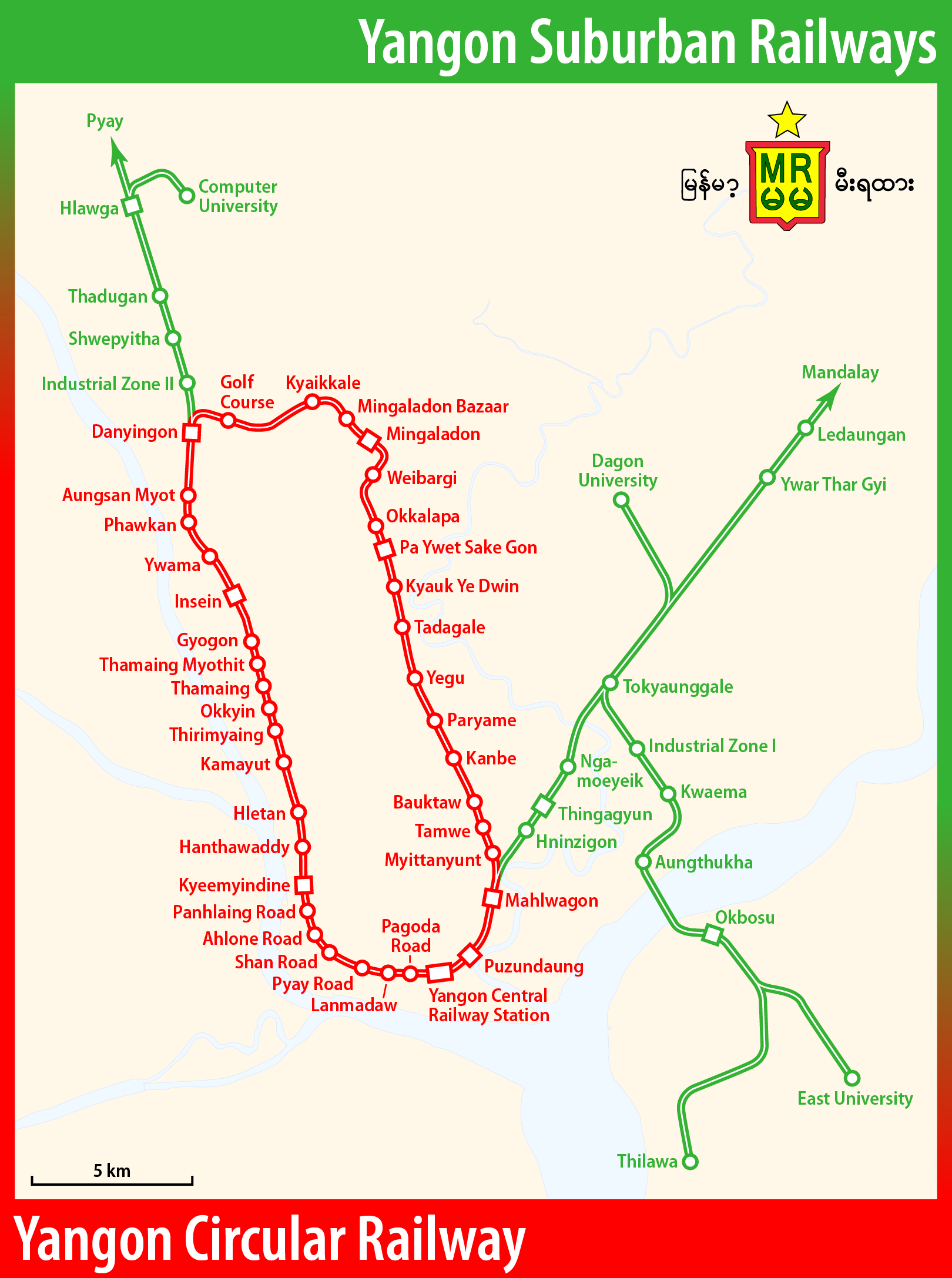
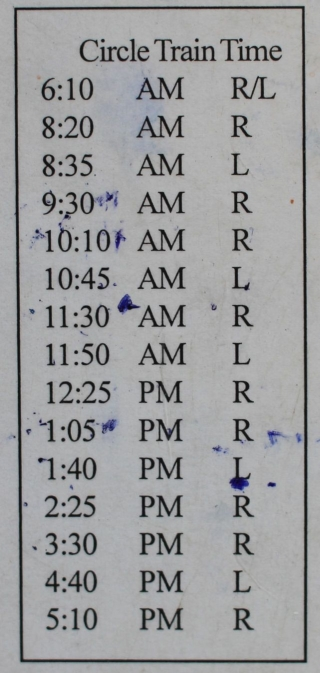
ヤンゴン環状線時刻表